# 小高長三郎

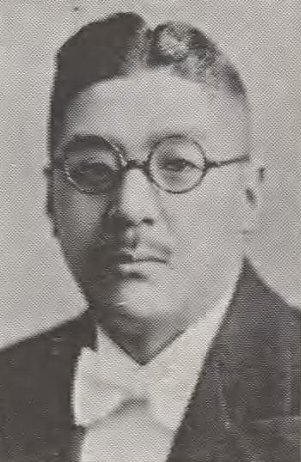
小高長三郎

小高 長三郎（おだか ちょうざぶろう、1890年（明治23年）11月19日 – 1958年（昭和33年）3月26日）は、衆議院議員（立憲政友会）、外務参与官。ジャーナリスト。

## 経歴
千葉県武射郡蓮沼村（現在の山武市）出身。1910年（明治43年）、大倉商業学校（現在の東京経済大学）を卒業。自由通信社に入社し、外交部長、支配人、社長を歴任した。
1932年（昭和7年）、第18回衆議院議員総選挙に出馬し、当選。以後、第21回衆議院議員総選挙まで4回連続当選を果たした。その間、米内内閣で外務参与官を務めた。
大政翼賛会の推薦議員のため公職追放となった。
また『立憲政友会史』『立憲政友会報国史』の編纂に携わった。

## 栄典
- 1940年（昭和15年）8月15日 - 紀元二千六百年祝典記念章[5]